# Paul C. Fisher
 (juin 2017).
Si vous disposez d'ouvrages ou d'articles de référence ou si vous connaissez des sites web de qualité traitant du thème abordé ici, merci de compléter l'article en donnant les références utiles à sa vérifiabilité et en les liant à la section « Notes et références ».
Pour les articles homonymes, voir Fisher.
Paul C. Fisher (Lebanon, 10 octobre 1913 - Boulder City, 20 octobre 2006) est un inventeur et politicien américain. Il est l'inventeur du Fisher Space Pen.

## Carrière d'inventeur
En 1946, il devint fournisseur de Reynolds Pen company, fabricant des premiers stylos à bille aux USA. 
D'après lui, les premiers modèles "étaient un désastre". Ils fuyaient des deux côtés et l'encre séchait dans la recharge. 
Il eut l'idée des stylos à billes pressurisés (le space pen) en voyant les premiers hommes dans l'espace[réf. nécessaire].